# Tropidia nipponica
Tropidia nipponica är en orkidéart som beskrevs av Genkei Masamune. Tropidia nipponica ingår i släktet Tropidia och familjen orkidéer. Inga underarter finns listade i Catalogue of Life.